# パラドゥー
パラドゥー(Paradou)は、フランスのプロヴァンス＝アルプ＝コート・ダジュール地域圏ブーシュ＝デュ＝ローヌ県アルル郡の村（コミューン）。

## 地理
レ・ボー・ド・プロヴァンスのふもと、つまりはアルピーユ山脈を背にする位置にある。これは、アルルの北約10kmにあたる。なお、「パラドゥー」は、地元ではアルクール川(la rivière Arcoule)沿いで織工たちを働かせた水車小屋を指す語にもなっている。

## プティット・プロヴァンス
村では、現在、プティット・プロヴァンスという名で優れたサントン(陶器人形)職人たちによる400体以上のサントンをおさめた世界最大級の大きなクレーシュ（キリスト生誕の場面を再現した模型）を展示している。そこでのサントンのデザインには、アルフォンス・ドーデ、フレデリック・ミストラル、ジャン・ジオノ(w:Jean Giono)、マルセル・パニョルといったプロヴァンスにゆかりのある作家たちの作品に題材を採っているものもある。